# Naemacyclus stictiformis
Naemacyclus stictiformis är en svampart som beskrevs av Petr. 1951. Naemacyclus stictiformis ingår i släktet Naemacyclus, klassen Leotiomycetes, divisionen sporsäcksvampar och riket svampar.   Inga underarter finns listade i Catalogue of Life.